# غيلسون دي كارفاليو سواريس
غيلسون دي كارفاليو سواريس (بالبرتغالية: Geílson de Carvalho Soares‏) (10 أبريل 1984 في كويابا في البرازيل – )؛ هو لاعب كرة قدم سابق كان يلعب كمهاجم.

## وصلات خارجية
- غيلسون دي كارفاليو سواريس على موقع رابطة كرة القدم اليابانية للمحترفين (اليابانية)
- غيلسون دي كارفاليو سواريس على موقع قاعدة بيانات كرة القدم.إي يو (الإنجليزية)
- غيلسون دي كارفاليو سواريس على موقع Soccerway.com (الإنجليزية)
- غيلسون دي كارفاليو سواريس على موقع عالم كرة القدم.نت (الإنجليزية)